# Châu Á học
Á châu học hay Nghiên cứu châu Á, một thuật ngữ được sử dụng thường ở Hoa Kỳ cho các nghiên cứu phương Đông và có liên quan với những người châu Á, các nền văn hóa, ngôn ngữ, lịch sử và chính trị của họ. Trong phạm vi châu Á, nghiên cứu châu Á kết hợp các khía cạnh của xã hội học, lịch sử, văn hóa và nhiều lĩnh vực khác nhằm nghiên cứu chính trị, văn hóa và kinh tế trong xã hội truyền thống và đương đại châu Á. Nghiên cứu châu Á hình thành một lĩnh vực nghiên cứu sau đại học tại nhiều trường đại học.
Á châu học là một chi nhánh của nghiên cứu khu vực, và nhiều trường đại học phương Tây kết hợp nghiên cứu châu Á và châu Phi vào một giảng viên duy nhất hoặc viện, như SOAS ở London. Nó thường được kết hợp với nghiên cứu Hồi giáo cũng theo cách trên.